# BK Häcken FF
O BK Häcken FF - anteriormente Kopparbergs/Landvetter IF e Kopparbergs/Göteborg FC, vulgarmente conhecido como Häcken ( PRONÚNCIA) - é uma secção independente de futebol feminino do BK Häcken, clube sediado na cidade de Gotemburgo, na Suécia. 

As cores do clube são: camisola (br: camiseta) amarela e preta e calção preto.

Disputa os seus jogos em casa no estádio  Bravida Arena, com capacidade para 6 500 pessoas.

O clube BK Häcken foi fundado em 1940. Uma secção de futebol feminino foi iniciada em 1978. A atual secção independente, com o nome BK Häcken FF, foi criada em 2021.

Atualmente (2023) disputa o Campeonato Sueco de Futebol Feminino (Damallsvenskan), a primeira divisão de futebol feminino da Suécia.                                

## História
O clube foi fundado em 1970 em Landvetter com o nome Landvetter IF. 
Em 1999, passou a ser patrocinado pela fábrica de cerveja Kopparbergs Bryggeri, e alterou o nome para Kopparbergs/Landvetter IF.
Em 2004, o clube foi refundado,  tendo mudado o nome para Kopparbergs/Göteborg FC e tendo sido transferido para a cidade de Gotemburgo.

Em janeiro de 2021, o clube passou a fazer parte do clube BK Häcken, na ilha de Hisingen em Gotemburgo, e mudou novamente o nome para BK Häcken FF. Tem como casa a arena municipal de Bravida Arena desde 2021. 
A sua anterior equipa profissional feminina participou no Damallsvenskan - a divisão principal do Campeonato Sueco de Futebol Feminino, até ser dissolvida em dezembro de 2020, e transferida para o clube gotemburguês BK Häcken.

## Títulos
O BK Häcken FF conquistou vários títulos durante a sua história desportiva:

- Campeonato Sueco de Futebol Feminino (Damallsvenskan) : 1

(2020).
- Copa da Suécia de Futebol Feminino (Svenska cupen i fotboll för damer) : 3

(2010/2011, 2011/2012, 2018/2019, 2020/2021).

## Jogadoras destacadas
- Johanna Almgren (2004–2014)
- Stina Blackstenius (2020–2022)
- Elin Rubensson (2015–)
- Lotta Schelin (2001–2008)
- Olivia Schough (2009–2013, 2018)
- Linda Sembrant (2011)
- Jennifer Falk (2016-)
- Anna Sandberg (2022-)